# Potentilla oblanceolata
Potentilla oblanceolata är en rosväxtart som beskrevs av Per Axel Rydberg. Potentilla oblanceolata ingår i Fingerörtssläktet som ingår i familjen rosväxter. Inga underarter finns listade i Catalogue of Life.